# 望月源
望月 源（もちづき はじめ、1970年5月 - ）は、日本の計算機科学者。専門は、計算言語学、自然言語処理。
東京外国語大学総合国際学研究院（言語文化部門・言語研究系）准教授。博士（情報科学）（北陸先端科学技術大学院大学）。

## 略歴
- 1993年3月　金沢大学経済学部卒業
- 1996年3月　北陸先端科学技術大学院大学情報科学研究科知能情報学専攻博士前期課程修了
- 1999年3月　北陸先端科学技術大学院大学情報科学研究科知能情報学専攻博士後期課程修了 学位論文「語彙的連鎖を用いたパッセ-ジ抽出とその応用に関する研究」
- 1999年4月　北陸先端科学技術大学院大学情報科学研究科助手
- 2002年4月　東京外国語大学外国語学部講師
- 2007年4月　東京外国語大学外国語学部准教授
- 2009年4月　現職（大学院重点化により所属変更）

出典：

## 研究業績
- 英語ディクテーション学習支援システムの構築／教育システム情報学会誌／19巻／13号／145-153頁／2002（7）
- 語彙的連鎖に基づく要約の情報検索タスクを用いた評価／自然言語処理／7巻／4号／63-77頁／2000（10）
- Query-biased Summarization Based on Lexical Chaining／Computational Intelligence／Vol.16／No.4／pp. 578-585／2000（7）